# 日野衆
日野衆（ひのしゅう）は、室町時代から戦国時代にかけて伯耆国の日野郡一帯を支配していた国人衆。主に日野山名氏、日野氏、進氏、原氏、蜂塚氏などの名が文献に見える。

## 日野衆の形成
日野氏は『源平盛衰記』に郡司として名前が上げられ平安時代末期にはすでにこの地にあったとされるが、その他の諸氏は主に室町時代にこの地に勢力を張ったと思われる。
出自が記録として明らかなのは山名氏と蜂塚氏で、日野山名氏は弘和/永徳年代に室町幕府侍所頭人、丹後・出雲・隠岐守護を務めた山名義幸が職を辞してこの地に入り日野屋形号を名乗った事を始めとする。蜂塚氏は『鳥取県神社誌』によれば文明16年（1484年）に初代・蜂塚安房守が江美城に入った事が始めとある。また、進氏は山名氏のもとで伯耆衆の一員になり応仁の乱に参加、その功によって進美濃守は南条氏と共に伯耆守護代に任じられている。
これら諸氏が日野川に沿った街道や利水などの利害調整のために、日野山名氏を筆頭に衆派を形成したのが始まりと思われる。

## 戦国時代
日野郡は砂鉄の産地であるとともに、山陰から山陽に抜ける交通の要所でもあり、軍事上重要な地域であった。そのため、戦国時代以降は近隣の大名の軍事行動の影響下に晒されている。
日野衆が形成された当初は伯耆守護であった山名氏の影響下にあったが、応仁の乱以降は山名氏は勢力を減衰させていき、伯耆地方の支配力が弱まっていった。永正、大永年間に隣国出雲の尼子氏の侵略を受け、懐柔工作が行われた結果、日野衆は尼子方に下っている。日野地方の戦略的な価値を重視して尼子氏は日野山名氏に日野本城の明け渡しを迫り、直臣を送り直接支配を画策している。永禄年間頃までは尼子氏の影響下の元で一定の勢力を維持していたと考えられている。
永禄年間に入り毛利氏が勢力を拡大するにつれて、尼子氏との2大勢力の間に挟まれる事となる。毛利氏の懐柔工作の元で日野衆は一旦毛利方についた事が確認されている（推定永禄2年11月2日付「毛利元就書状」）。永禄5年（1562年）6月には、日野山名氏の当主である山名藤幸が毛利氏の援軍を受け尼子家の直臣である中井綱家・米原綱寛を追放し、日野本城を奪還している。しかし、同年5年11月に石見国の本城常光一族が毛利氏によって突如粛清されるという事件が起こると、元・尼子方の雲・伯諸将と共に蜂塚氏が再度尼子方に付いている。当時の毛利側の史料には日野衆の「逆心」が記されている（『萩藩閥閲録』所収推定永禄7年「毛利元就書状」）。永禄7年（1564年）8月、毛利方の杉原盛重・山田満重らの攻撃によって城内にて蜂塚右衛門尉とその一族が自刃し、蜂塚氏は滅亡している。

## 滅亡
永禄12年（1569年）に尼子勝久や山中幸盛が出雲・伯耆で尼子再興の兵を挙げると、尼子方として軍事行動を起こしている。元亀元年（1570年）頃の日野郡内における戦いでは、日野山名氏をはじめ、日野、進、原氏らが尼子軍として活動している事が確認されている（『米井家文書』）。日野山名氏の頭領の山名藤幸が宮景盛に打たれる等、この一連の戦いで敗北した事により、日野衆は事実上滅亡し、残党は尼子氏に従って日野地域を離れている。
尼子氏に付き従った日野衆は、織田家の軍門に下り各地を転戦したが、天正6年（1578年）に上月城にて毛利方に攻められ壊滅した。日野氏、進氏が上月城に籠城していた事が確認されている（『天正6年7月5日吉川元春外3名連署起請文写』『天正6年7月6日山中幸盛感状』）。
また、日野地域は後に毛利氏の直轄領となっており、毛利方に従った日野衆の一部も最終的にはこの地を離れている。宮景盛の次男の景幸が山名藤幸の養子として日野姓を名乗り毛利家に従って日野本城に居たとされるが、最終的には小早川氏の家臣となり日野を離れている。